# Gottfried Trachsel
Gottfried Trachsel   (Thun, 5 d'octubre de 1907 - Thun, 1974) va ser un genet suís que va competir durant les dècades de 1950 i 1960.
El 1952 va prendre part en els Jocs Olímpics d'Estiu de Hèlsinki, on va disputar dues proves del programa d'hípica. Guanyà la medalla de plata en la prova de doma per equips, mentre en la de doma individual fou quart. Quatre anys més tard, als Jocs de Melbourne, tornà a disputar dues proves del programa d'hípica. Fou l'encarregat de portar la bandera de Suïssa durant la cerimònia inaugural. Guanyà la medalla de bronze en la prova de doma per equips, mentre en la de doma individual fou sisè. En ambdues edicions dels Jocs va competir amb el cavall Kursus.